# Castelo de Pombal

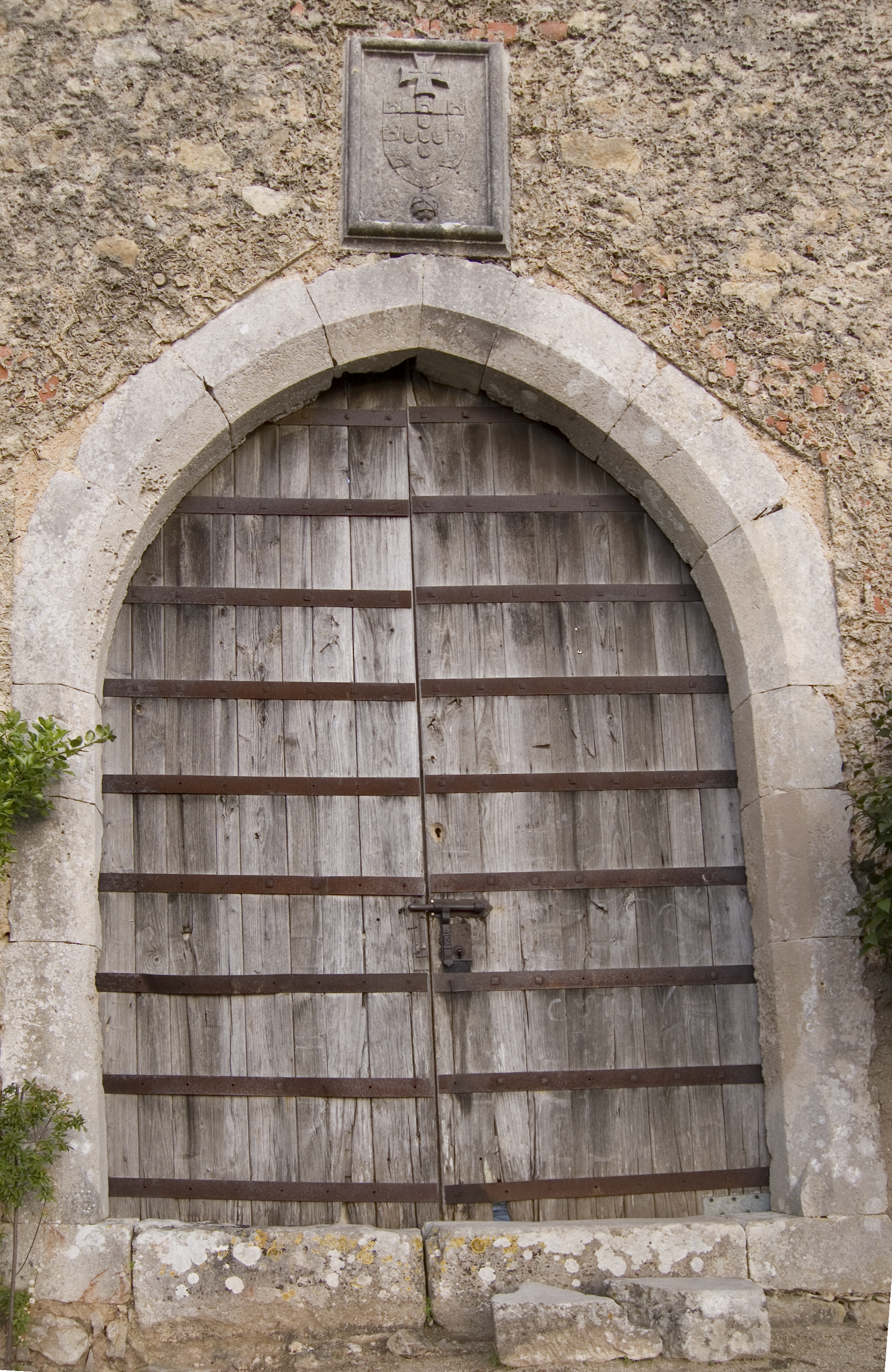
Castelo de Pombal: portão de armas.

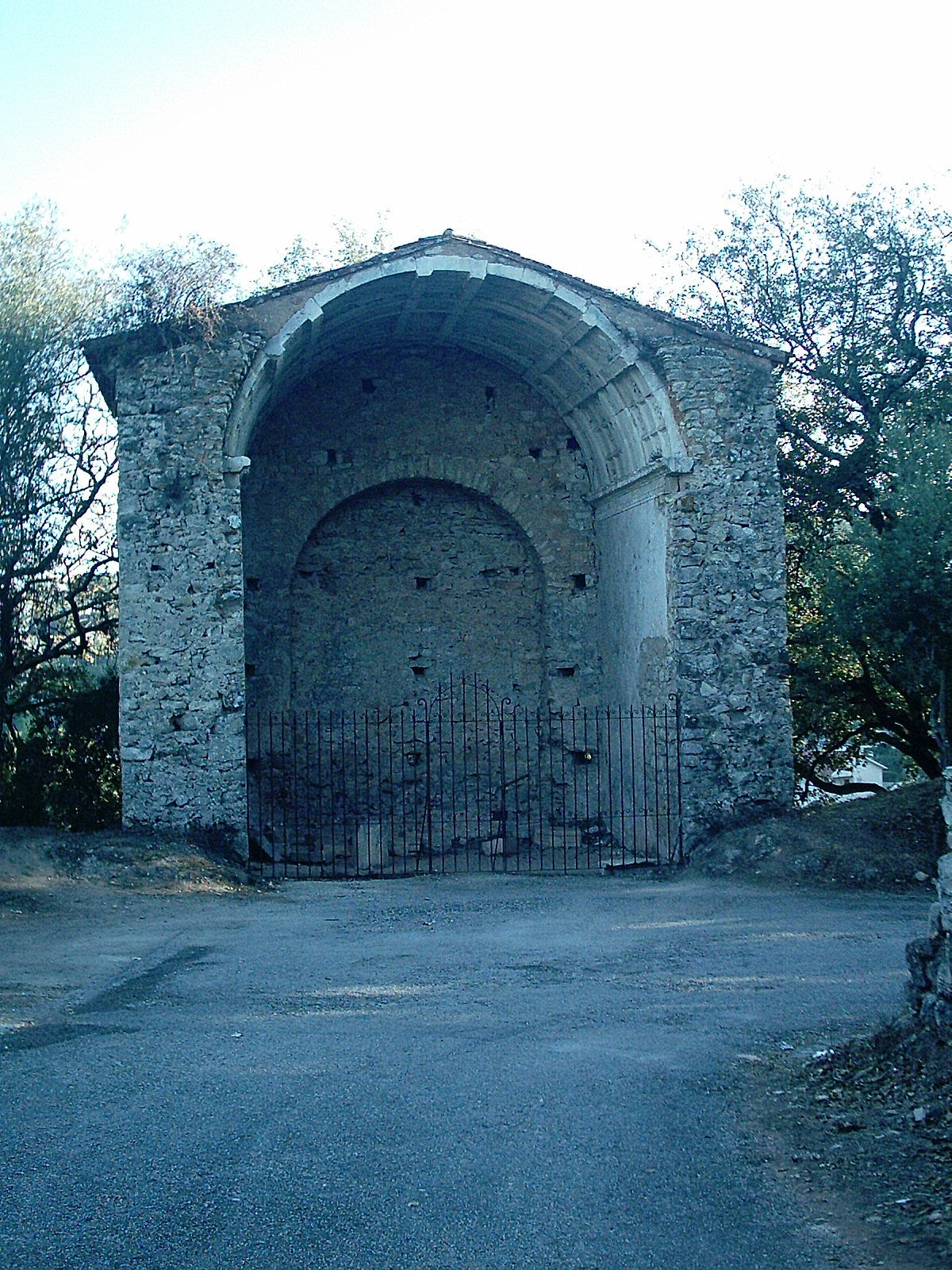
Castelo de Pombal: Igreja de São Miguel.

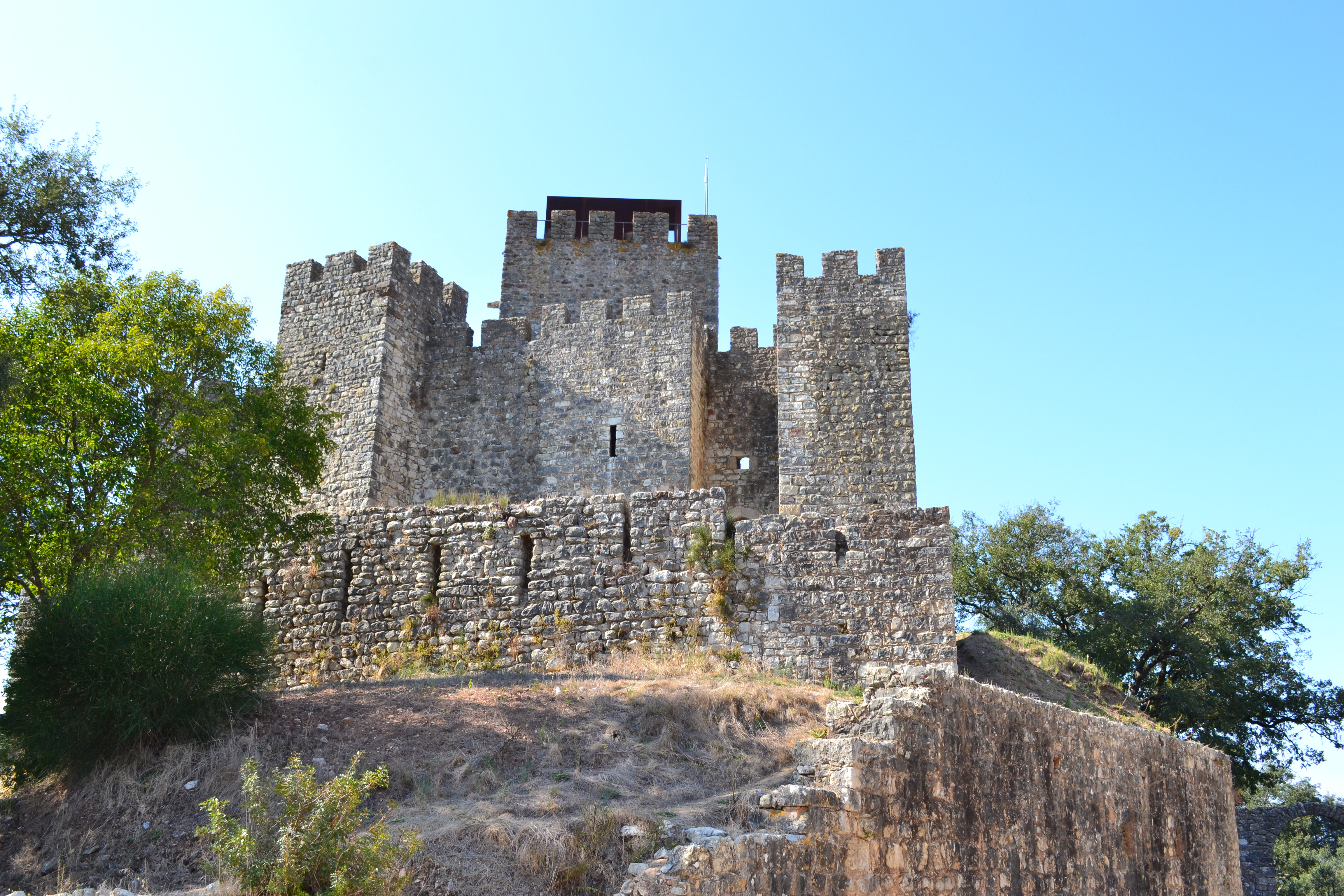

O Castelo de Pombal localiza-se na freguesia, cidade e município de Pombal, distrito de Leiria, em Portugal.
Em posição dominante sobre um maciço rochoso à margem do rio Arunca, este castelo templário teve expressivo papel na defesa da região à época da afirmação da nacionalidade e posteriormente, na consolidação do condado.
O Castelo de Pombal está classificado como Monumento Nacional desde 1910.

## História

### Antecedentes
A primitiva ocupação humana de seu sítio remonta a uma fortificação romana, posteriormente ocupada por muçulmanos, conforme testemunhos arqueológicos recuperados no morro do castelo. Há que considerar, ainda, a tradição local que refere ter sido a primitiva igreja de São Pedro, hoje demolida, erguida pelos Godos.

### O castelo medieval
Embora a data precisa de construção do castelo seja desconhecida, os estudiosos admitem que terá ocorrido juntamente com outros, à época da Reconquista cristã, no século XII, durante o reinado de D. Afonso Henriques (1112-1185), num período entre 1159, data do Foral da Redinha - que compreende cláusula de pagar-se o aforamento como o das terras de Pombal ("per forum terrae palumbarii") -, e 1171 ("era de 1209"), conforme inscrição epigráfica dessa data em Almourol, que refere a construção de uma série de castelos, entre os quais o de Pombal, por Gualdim Pais, (filho de Paio Ramires) então Mestre da Ordem dos Templários em Portugal. Efetivamente o Castelo de Pombal obedece às mesmas linhas arquitetônicas características dos templários, presentes não só no de Almourol, mas ainda nos de Idanha, Monsanto, Tomar e Zêzere, seus contemporâneos. A função deste conjunto era a de prover a defesa e o povoamento destas terras, ao sul do rio Mondego, confiadas à Ordem. O próprio Gualdim Pais outorgou Carta de Foral a Pombal, em 1174, povoação que se desenvolveu na encosta Sul do morro do castelo, onde se encontravam o portão principal e as igrejas de Santa Maria do Castelo e de São Pedro, esta última hoje demolida.
Embora historicamente não tenha estado diretamente envolvido em campanhas maiores, terá estado em alerta quando da contra-ofensiva muçulmana que, em 1171, atacou Santarém e, atravessando a região do Alto Alentejo, assolou Coruche e Abrantes (1179), a de 1184, que de novo teve como alvo Santarém, e a de 1190, que atacou Tomar e arrasou Leiria.
Sob o reinado de D. Dinis (1279-1325), diante da extinção da Ordem dos Templários pelo Papa (1311-1312), o soberano procedeu a transferência do patrimônio da Ordem no país para a Ordem de Cristo (1317). Pombal e seu castelo foram o palco das pazes entre o soberano e seu filho D. Afonso, celebradas na Igreja de São Martinho (1323).
No contexto da crise de 1383-1385, Pombal e seu castelo mantiveram o partido do Mestre de Avis. Quando da invasão de 1385, as tropas de Castela deslocaram-se de Coimbra a Soure, acamparam em Pombal no dia 10 de Agosto, a caminho de Lisboa, optando pelo caminho de Leiria, no qual viria a se ferir a batalha de Aljubarrota.
Sob o reinado de D. João I (1385-1433), no início do século XV a alcaidaria-mor da vila e seu castelo foi doada pelo soberano ao conde de Castelo Melhor, em cuja família se conservou até 1834.
Tendo D. Manuel I (1495-1521) visitado a vila e seu castelo (1509), determinou-lhe a reconstrução da antiga torre medieval. Posteriormente, passando o Foral Novo à vila (1 de Junho de 1512), outras melhorias devem ter tido lugar, das quais é testemunho o brasão de armas manuelino inscrito sobre o portão principal.

### Do século XVII aos nossos dias
No século XVII, o conde de Castelo Melhor reformou o antigo castelo, adaptando-o a residência senhorial.
No início do século XIX, à época da Guerra Peninsular, foi vítima do saque e do incêndio da povoação, infligido pelas tropas de Napoleão, sob o comando do general André Massena, que regressavam, derrotadas, das Linhas de Torres (1811). Na ocasião, perderam-se os originais dos forais concedidos à vila, consumidos com o edifício dos Paços do Concelho.
Abandonado posteriormente, conheceu a ruína, que o recobriu de extenso matagal.
No século XX, foi classificado como Monumento Nacional, por Decreto publicado em 23 de Junho de 1910. A intervenção do poder público só se fez sentir, entretanto, na década de 1940, quando foram-lhe promovidas obras de consolidação e restauro parcial, a cargo da Direcção-Geral dos Edifícios e Monumentos Nacionais (DGEMN).
Novas campanhas de intervenção e restauro tiveram lugar em 1975 e entre 2000 e 2001, voltadas para a recuperação e valorização da torre de menagem. Atualmente, cogita-se em revitalizar esse patrimônio.

## Características
O castelo apresenta planta escudiforme, semelhante à alcáçova do Castelo de Tomar, com uma área construída de cerca de 300 m². As suas muralhas ameadas e percorridas por adarve, eram reforçadas originalmente por dez cubelos quadrangulares, protegidas por barbacã, da qual restam vestígios junto às duas portas, e por uma cintura exterior de muralhas.
Na praça de armas destaca-se, descentrada a sul, a torre de menagem, com planta quadrangular, apoiada em uma base tronco-cónica e em dois gigantes adossados em cunha. Ainda no recinto da praça de armas, identificam-se os vestígios da primitiva igreja românica de São Miguel.
A oeste do conjunto, ergue-se a alcáçova manuelina, destacando-se os brasões de armas reais e uma janela geminada.
Fora dos muros, pelo lado sul, situam-se as ruínas da antiga matriz de Pombal, a Igreja de Santa Maria do Castelo.